# Mundialito de Clubes de Fútbol Playa
El Mundialito de Clubes de Fútbol Playa es un torneo de fútbol playa organizado por la Beach Soccer Worldwide en que participan equipos invitados. La primera edición se disputó con gran éxito en la ciudad brasilera de São Paulo en marzo de 2011.

## Historia
La idea surgió para seguir fortaleciendo un deporte en crecimiento como lo es el fútbol de playa. El 11 de enero de 2011, finalmente se confirmó la realización del Mundialito de Clubes de Fútbol Playa en las arenas de São Paulo.
Muchos equipos se mostraron interesados en participar por lo que en vez de hacer clasificatorias para el torneo se realizó un proceso de selección.
El primer torneo se realizó del 19 al 26 de marzo de 2011 con la participación de 10 equipos invitados.

## Palmarés
| Año          | Sede           | Campeón         | Final Resultado       | Subcampeón         | Tercer lugar    | Resultado             | Cuarto lugar      |
| ------------ | -------------- | --------------- | --------------------- | ------------------ | --------------- | --------------------- | ----------------- |
| 2011 Detalle | São Paulo      | Vasco da Gama   | 4:2                   | Sporting de Lisboa | Flamengo        | 5:4 (pró.)            | Lokomotiv Moscú   |
| 2012 Detalle | São Paulo      | Lokomotiv Moscú | 6:4                   | Flamengo           | Vasco da Gama   | 5:4                   | Sporting de Lisba |
| 2013 Detalle | Río de Janeiro | Corinthians     | 3:3 (pró.) (1-0 pen.) | Flamengo           | Vasco da Gama   | 3:1                   | Botafogo          |
| 2015 Detalle | Río de Janeiro | Barcelona       | 4:4 (pró.) (3-2 pen.) | Vasco da Gama      | Al-Ahli         | 4:4 (pró.) (3-2 pen.) | Fluminense        |
| 2017 Detalle | São Paulo      | Lokomotiv Moscú | 5:4                   | Pars Jonoubi       | Corinthians     | 3:2                   | Flamengo          |
| 2019 Detalle | Moscú          | Braga           | 7:6                   | Catania            | Flamengo        | 4:3                   | Spartak Moscú     |
| 2020 Detalle | Moscú          | Braga           | 8:3                   | Spartak Moscú      | Lokomotiv Moscú | 6:2                   | Tokyo Verdy       |
| 2021 Detalle | Moscú          | Lokomotiv Moscú | 6:4                   | Braga              | Vasco da Gama   | 10:6                  | Dinamo Minsk      |

### Palmarés por equipo
| Equipo             | Campeón              | Subcampeón     | Tercer lugar         | Cuarto lugar |
| ------------------ | -------------------- | -------------- | -------------------- | ------------ |
| Lokomotiv Moscú    | 3 (2012, 2017, 2021) | -              | 1 (2020)             | 1 (2011)     |
| Braga              | 2 (2019, 2020)       | 1 (2021)       | -                    | -            |
| Vasco da Gama      | 1 (2011)             | 1 (2015)       | 3 (2012, 2013, 2021) |              |
| Corinthians        | 1 (2013)             | -              | 1 (2017)             | -            |
| Barcelona          | 1 (2015)             | -              | -                    | -            |
| Flamengo           | -                    | 2 (2012, 2013) | 2 (2011, 2019)       | 1 (2017)     |
| Sporting de Lisboa | -                    | 1 (2011)       | -                    | 1 (2012)     |
| Spartak Moscú      | -                    | 1 (2020)       | -                    | 1 (2019)     |
| Pars Jonoubi       | -                    | 1 (2017)       | -                    | -            |
| Catania            | -                    | 1 (2019)       | -                    | -            |
| Al-Ahli            | -                    | -              | 1 (2013)             | -            |
| Botafogo           | -                    | -              | -                    | 1 (2013)     |
| Fluminense         | -                    | -              | -                    | 1 (2015)     |
| Tokyo Verdy        | -                    | -              | -                    | 1 (2020)     |
| Dinamo Minsk       | -                    | -              | -                    | 1 (2021)     |

### Títulos por país
| País     | Títulos | Subtítulos | Años Campeón      |
| -------- | ------- | ---------- | ----------------- |
| Rusia    | 3       | 1          | 2012, 2017, 2021, |
| Brasil   | 2       | 3          | 2011, 2013        |
| Portugal | 2       | 2          | 2019, 2020        |
| España   | 1       | -          | 2015              |
| Irán     | -       | 1          | -                 |
| Italia   | -       | 1          | -                 |

## Premios
| Año  | Mejor jugador                     | Mejor portero                         | Goleador |
| ---- | --------------------------------- | ------------------------------------- | --- |
| 2011 | Sarandí Pampero (Vasco da Gama)   | Paulo Graça (Sporting Lisboa)         | André Nascimento (Flamengo), 16 goles                                                                        |
| 2012 | Benjamin (Flamengo)               | Vitalii Sydorenko (Lokomotiv Moscú)   | Madjer (Sporting Lisboa), 10 goles                                                                           |
| 2013 | Mão (Corinthians)                 | Mão (Corinthians)                     | Eudin (Flamengo), 7 goles                                                                                    |
| 2015 | Ozu (Barcelona)                   | Jonathan Torohia (Barcelona)          | Datinha (Barcelona) Lucão (Vasco da Gama) Bokinha (Vasco da Gama) Nelito Oliveira (Sporting Lisboa), 7 goles |
| 2017 | Nelito Oliveira (Lokomotiv Moscú) | Maxim Chuzhkov (Lokomotiv Moscú)      | Igor (Botafogo), 7 goles                                                                                     |
| 2019 | Bê Martins (Braga)                | Rafael Padilha (Braga)                | Lucão (Catania), 12 goles                                                                                    |
| 2020 | Filipe (Braga)                    | Rafael Padilha (Braga)                | Eduard Molina Suárez (Levante), 10 goles                                                                     |
| 2021 | Carlos Carballo (Nacional)        | Kanstantsin Mahaletsky (Dinamo Minsk) | Boris Nikonorov (Lokomotiv Moscú), 8 goles                                                                   |

## Tabla histórica del Mundialito de Clubes de Fútbol Playa
| Pos. | Club                | Part. | PJ | PG | PE | PP | GF  | GC  | Dif. | Puntos | Títulos |
| ---- | ------------------- | ----- | -- | -- | -- | -- | --- | --- | ---- | ------ | ------- |
| 1    | Flamengo            | 7     | 35 | 17 | 3  | 15 | 140 | 120 | +20  | 54     | –       |
| 2    | Lokomotiv Moscú     | 5     | 26 | 16 | 3  | 7  | 149 | 103 | +46  | 51     | 2       |
| 3    | Vasco da Gama       | 4     | 23 | 13 | 4  | 6  | 87  | 70  | +17  | 43     | 1       |
| 4    | Corinthians         | 5     | 21 | 11 | 3  | 7  | 80  | 74  | +6   | 36     | 1       |
| 5    | Barcelona           | 4     | 17 | 8  | 4  | 5  | 69  | 63  | +6   | 28     | 1       |
| 6    | Braga               | 2     | 10 | 8  | 1  | 1  | 61  | 36  | +25  | 25     | 2       |
| 7    | Spartak Moscú       | 2     | 10 | 7  | 1  | 2  | 42  | 31  | +11  | 22     | -       |
| 8    | Sporting de Lisboa  | 5     | 24 | 9  | 0  | 15 | 100 | 103 | -3   | 21     | –       |
| 9    | Levante             | 4     | 16 | 6  | 2  | 8  | 73  | 83  | -10  | 20     | –       |
| 10   | Al-Ahli             | 3     | 11 | 3  | 2  | 6  | 35  | 43  | -8   | 11     | –       |
| 11   | Botafogo            | 2     | 9  | 3  | 1  | 5  | 26  | 32  | -6   | 10     | –       |
| 12   | Seattle Sounders    | 2     | 8  | 2  | 1  | 5  | 20  | 20  | 0    | 7      | –       |
| 13   | Fluminense          | 1     | 5  | 2  | 1  | 2  | 17  | 17  | 0    | 7      | –       |
| 14   | Santos              | 2     | 8  | 2  | 1  | 5  | 34  | 36  | -2   | 7      | –       |
| 15   | Boca Juniors        | 2     | 8  | 2  | 1  | 5  | 28  | 37  | -9   | 7      | –       |
| 16   | Pars Jonoubi        | 1     | 4  | 2  | 0  | 2  | 24  | 20  | +4   | 6      | –       |
| 17   | Tokyo Verdy         | 1     | 5  | 2  | 0  | 3  | 17  | 24  | -7   | 6      | –       |
| 18   | Alanya Belediyespor | 1     | 5  | 2  | 0  | 3  | 28  | 40  | -12  | 6      | –       |
| 19   | Catania             | 1     | 5  | 1  | 1  | 3  | 32  | 31  | +1   | 4      |         |
| 20   | Milan               | 3     | 11 | 1  | 1  | 9  | 35  | 55  | -20  | 4      | –       |
| 21   | Peñarol             | 1     | 3  | 1  | 0  | 2  | 14  | 19  | -5   | 3      | –       |
| 22   | Rosario Central     | 1     | 4  | 1  | 0  | 3  | 10  | 21  | -11  | 3      | –       |
| 23   | BATE Borisov        | 1     | 3  | 0  | 0  | 3  | 10  | 17  | -7   | 0      | –       |
| 24   | São Paulo           | 1     | 3  | 0  | 0  | 3  | 8   | 15  | -7   | 0      | –       |
| 25   | Grasshopper         | 1     | 5  | 0  | 0  | 5  | 14  | 36  | -22  | 0      | –       |